# Aklamacja (liturgia)
Aklamacja – zawołanie, jakim zgromadzona wspólnota wiernych w liturgii niektórych kościołów chrześcijańskich wyraża swoją aprobatę i współudział. W liturgii Mszy Świętej Kościoła Rzymskokatolickiego wyróżnia się następujące aklamacje:

## Aklamacja przed czytaniem Ewangelii
Wykonywana podczas liturgii słowa, przed odczytaniem Ewangelii. Aklamacja ta jest świadectwem przygotowania i chęci wiernych do wysłuchania Słowa Boga. Zwykle jest to dwukrotnie lub trzykrotnie powtórzone słowo Alleluja. Po aklamacji wykonuje się werset nawiązujący do czytanej Ewangelii, po czym powtarza się aklamację.
W okresie Wielkiego Postu oraz Wielki Czwartek i Wielki Piątek nie odmawia się Alleluja. W miejsce tej aklamacji używa się:
- Chwała Tobie, Słowo Boże (w 1., 3. i 5. niedzielę Wielkiego Postu, w dni powszednie po tych niedzielach oraz w dni od Środy popielcowej do niedzieli)
- Chwała Tobie, Królu wieków (w 2. i 4. niedzielę Wielkiego Postu, w dni powszednie po tych niedzielach oraz w Wielkim Tygodniu (w tym w 6. niedzielę – Niedzielę Męki Pańskiej) do Wielkiego Piątku włącznie).

Aklamacja i werset przed Ewangelią zasadniczo powinny być śpiewane (dopuszczalne jest ich wyrecytowanie). Ponieważ nie jest to proklamacja Słowa Bożego, nie powinno się ich śpiewać z ambony. Wszyscy, stojąc, wykonują aklamację pod przewodnictwem scholi albo kantora oraz ją powtarzają; werset zaś śpiewa schola albo kantor. Jeśli nie śpiewa się aklamacji i wersetu przed Ewangelią, można je opuścić.
W czasie uroczystych celebracji, po odczytaniu Ewangelii (szczególnie w mszach pod przewodnictwem biskupa, gdy ma miejsce przeniesienie Ewangeliarza do celebransa, by ten udzielił nim błogosławieństwa), można odśpiewać jeszcze raz samą aklamację, bez powtarzania wersetu.

## Aklamacjaanamnezy
Wykonywana przez lud po Przeistoczeniu, w odpowiedzi na słowa celebransa. Obecnie używane są cztery fromuły:
1. K: Oto wielka tajemnica wiary. W: Głosimy śmierć Twoją, Panie Jezu, wyznajemy Twoje zmartwychwstanie, i oczekujemy Twego przyjścia w chwale.
2. K: Wielka jest tajemnica naszej wiary. W: Ile razy ten chleb spożywamy, i pijemy z tego kielicha głosimy śmierć Twoją, Panie, oczekując Twego przyjścia w chwale.
3. K: Uwielbiajmy tajemnicę wiary. W: Panie, Ty nas wybawiłeś, przez krzyż i zmartwychwstanie swoje, Ty jesteś Zbawicielem świata.
4. K: Tajemnica wiary. W: Chrystus umarł, Chrystus zmartwychwstał, Chrystus powróci.

## Święty
Aklamację tę wykonuje cały lud razem z kapłanem podczas Liturgii eucharystycznej, po prefacji.

## Kyrie eleison
Tę aklamację wykonuje się zawsze po akcie pokuty, chyba że wystąpiła w nim samym.

## Aklamacja po czytaniu
Wypowiadane przez lektora po zakończeniu czytania słowa: Oto Słowo Boże, na które lud odpowiada: Bogu niech będą dzięki.

## Chwała Tobie, Panie
Aklamacja wykonywana przez lud w odpowiedzi na słowa kapłana Słowa Ewangelii według św. N.

## Chwała Tobie, Chryste
Aklamacja wykonywana przez lud w odpowiedzi na słowa kapłana po przeczytaniu Ewangelii: Oto słowo Pańskie

## Aklamacja na przygotowanie darów
Gdy na przygotowanie darów nie wykonuje się śpiewu, ani nie gra na organach kapłan może wypowiedzieć głośno słowa błogosławieństwa (w przeciwnym razie mówi je cicho): Błogosławiony jesteś, Panie, zaś lud odpowiada aklamacją: Błogosławiony jesteś, Boże, teraz i na wieki.

## Aklamacja po modlitwie Pańskiej
W odpowiedzi na słowa kapłana: Wybaw nas, Panie, od zła wszelkiego i obdarz nasze czasy pokojem. Wspomóż nas w swoim miłosierdziu, abyśmy zawsze wolni od grzechu i bezpieczni od wszelkiego zamętu, pełni nadziei oczekiwali przyjścia naszego Zbawiciela, Jezusa Chrystusa. lud wypowiada aklamację: Bo Twoje jest królestwo i potęga, i chwała na wieki.

## Amen
Aklamacja Amen występuje w czasie Mszy św. najczęściej. Wyróżnia się Amen kończące kolektę (OWMR 54, 127), po modlitwie nad darami, po doksologii (Przez Chrystusa, z Chrystusem i w Chrystusie) (OWMR 79) oraz kończące modlitwę po Komunii (OWMR 89).